# Heinrich Reuß von Plauen

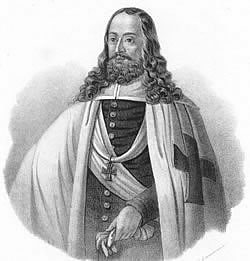
Heinrich Reuß von Plauen

Hochmeisterwappen des Heinrich Reuß von Plauen

Heinrich Reuß von Plauen (* 1400; † 2. Januar 1470 in Mohrungen) war von 1467 Statthalter und von 1469 bis 1470 der 32. Hochmeister des Deutschen Ordens.

## Familie
Er entstammte dem Geschlecht der Reichsvögte von Plauen und Weida (jüngerer Linie) im Vogtland, das seit dem 13. Jh. den Beinamen Reuß führte (Reuß=Russe); Heinrich Vogt von Plauen, † vor 1309, verbrachte viele Jahre in Russland.

## Leben
Er trat schon mit jungen Jahren dem Deutschen Orden bei und verbrachte die ersten Jahre in einem Kloster in Deutschland. Um 1420 ging er in das preußische Ordensland und übernahm das Amt eines Vogts in der Stadt Dirschau. Im Jahre 1433 wurde er zum Komtur von Balga berufen, und 1440 wurde er Vogt der Landschaft Natangen. Ab 1441 war von Plauen oberster Spittler und Komtur von Elbing.
Während des Dreizehnjährigen Krieges (1454–1466, auch Städtekrieg genannt) zwischen dem mit Polen verbündeten Preußischen Bund und dem Orden führte er das Heer des Ordens und machte sich einen Namen durch einen überragenden Sieg über das Heer des Allgemeinen Adelsaufgebots des polnischen Königs Kasimir IV. in der Schlacht bei Konitz am 17. September 1454.
Er begleitete den Herzog von Sachsen, Wilhelm den Tapferen, nach Jerusalem, wo er 1461 den Ritterschlag zum Ritter vom Heiligen Grab erhielt. 1466 wurde von Plauen zum Komtur von Preußisch Holland berufen.
Gefördert und unterstützt wurde von Plauen durch seinen Onkel, Ludwig von Erlichshausen, der seit 1450 Hochmeister des Ordens war. Als dieser 1467 starb, übernahm von Plauen, ohne zunächst als Hochmeister gewählt worden zu sein, als Statthalter die Führung des Ordens. Da Marienburg, der bisherige Sitz des Hochmeisters durch den Zweiten Thorner Frieden an Polen verloren gegangen war, ließ sich von Plauen in Mohrungen nieder.
Ihm gelang die Reorganisation des schwer erschütterten Ordens. Auch konnten viele an Söldnerführer verpfändete Orte zurückgewonnen werden.
Am 17. Oktober 1469 wurde Heinrich Reuß von Plauen gegen seinen Willen auch formell zum 32. Hochmeister des Deutschen Ordens ernannt. Er wollte es nämlich vermeiden, als Hochmeister dem König von Polen Kasimir IV. Jagiełło den Treueid leisten zu müssen.
Er starb bereits elf Wochen später am 2. Januar 1470 an den Folgen eines Schlaganfalls, den er auf der Rückkehr von einer Reise nach Petrikau erlitten hatte, wo er dem polnischen König den durch den 2. Thorner Frieden aufgezwungenen Treueeid geleistet hatte. Er wurde im Königsberger Dom beigesetzt. In Erinnerung an das Wirken des Hochmeisters in Mohrungen nahm der gleichnamige Kreis 1928 den Plauenschen Löwen in sein Wappenschild auf.